# Liste des poissons les plus longs
Cette liste comprend toutes les espèces de poissons actuellement existantes dont la longueur maximale déclarée est supérieure à 6 mètres.
| Rang | Espèce                      | Nom scientifique        | Longueur maximale (en mètres) | Illustration | Habitat |
| ---- | --------------------------- | ----------------------- | ----------------------------- | ------------ | ------- |
| 1    | Requin-baleine              | Rhincodon typus         | 12,65                         |              |         |
| 2    | Requin pèlerin              | Cetorhinus maximus      | 12,27                         |              |         |
| 3    | Régalec                     | Regalecus glesne        | 11                            |              |         |
| 4    | Régalec de Russel (en)      | Regalecus russellii     | 8                             |              |         |
| 5    | Poisson-scie commun         | Pristis pristis         | 7,5                           |              |         |
| 6    | Requin-tigre                | Galeocerdo cuvier       | 7,4                           |              |         |
| 7    | Poisson-scie vert           | Pristis zijsron         | 7,3                           |              |         |
| 8    | Requin du Groënland         | Somniosus microcephalus | 7,3                           |              |         |
| 9    | Esturgeon bélouga           | Huso huso               | 7,2                           |              |         |
| 10   | Grand requin blanc          | Carcharodon carcharias  | 7,1,                          |              |         |
| 11   | Requin dormeur du Pacifique | Somniosus pacificus     | 7                             |              |         |
| 12   | Requin-renard commun        | Alopias vulpinus        | 6,5                           |              |         |
| 13   | Requin-lutin                | Mitsukurina owstoni     | 6,2                           |              |         |
| 14   | Grand requin-marteau        | Sphyrna mokarran        | 6,1,                          |              |         |
| 15   | Esturgeon blanc             | Acipenser transmontanus | 6,1                           |              |         |
| 16   | Requin griset               | Hexanchus griseus       | 6,1                           |              |         |
| 17   | Esturgeon d'Europe          | Acipenser sturio        | 6                             |              |         |